# 응회암

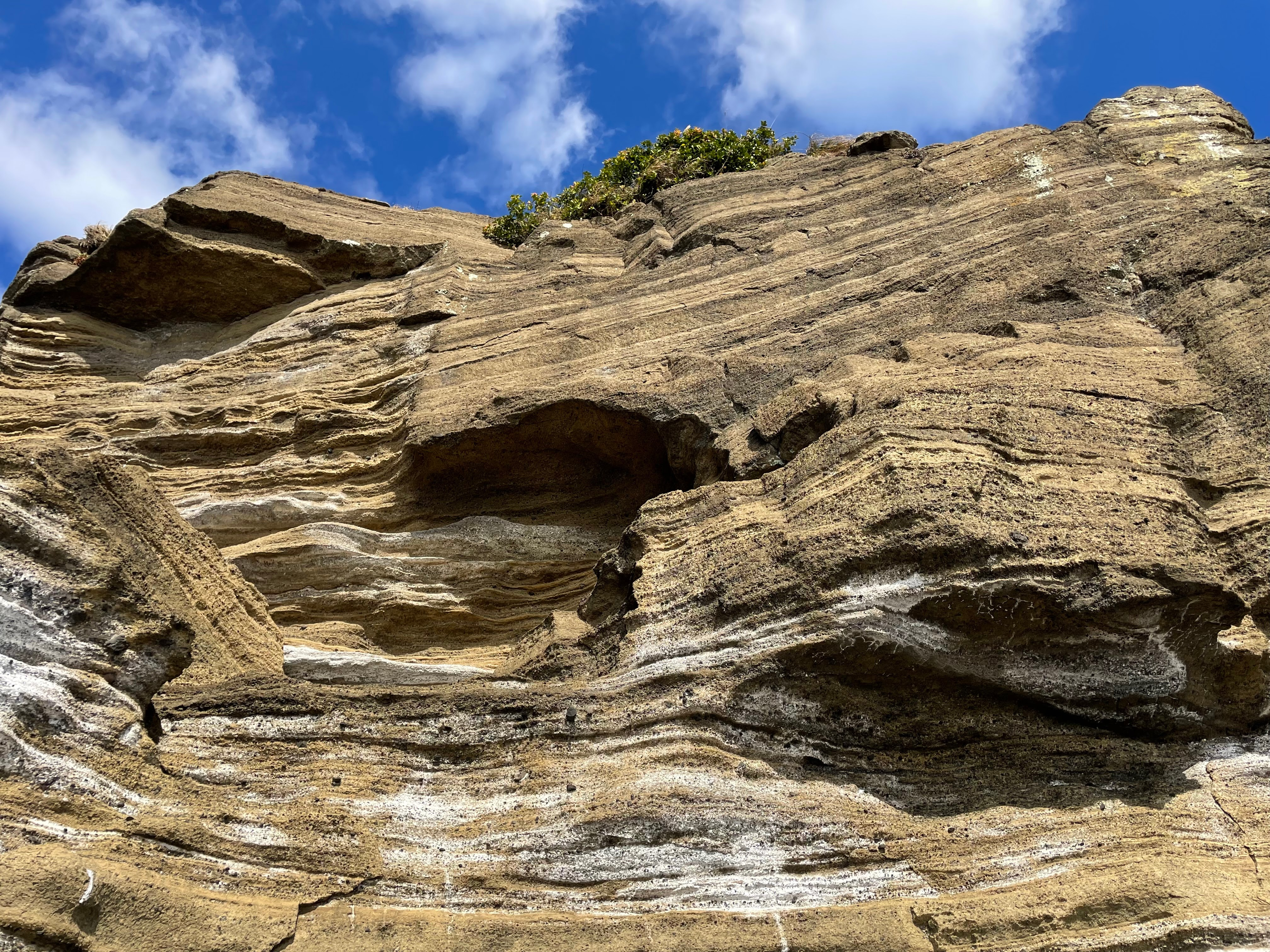
제주 사계리 용머리해안의 응회암 절벽

응회암(凝灰巖, Tuff)은 비교적 크기가 작은 화산 쇄설물인 화산재와 화산진 등이 굳어 형성된 퇴적암이다. 화산 활동에서 생성되는 다양한 알갱이들이 굳어진 것이므로 구성 성분이나 알갱이의 크기에 따라 세분하여 구분하기도 한다. 화산이 분출하면 여러 쇄설물이 주위에 넓게 덮이게 되는데 비교적  작은 크기인 화산재나 화산진은 넓은 면적에 걸쳐 수평방향으로 퇴적되어 층을 이루고 응회암괴를 형성하게 된다. 이때문에 응회암층은 특정 지역의 지질을 파악하는 단초가 되는 열쇠층으로 이용된다.
화산 쇄설물은 크기에 따라 지름이 64mm 이상 되는 것을 화산 암괴, 지름 64-2mm인 것을 화산력, 지름 2-1/16mm인 것을 화산재, 지름1/16mm 이하인 것을 화산진이라고 부른다. 응회암은 이 가운데 화산재와 화산진이 전체 구성의 2⁄3 이상인 것을 가리킨다.
지구는 오랜 세월에 걸쳐 끊임없이 화산활동이 일어났기 때문에 응회암과 같은 화산 쇄설물의 퇴적암은 어디서나 비교적 흔히 발견할 수 있다. 응회암은 수평 방향으로 결을 갖는 퇴적암이어서 비교적 무르고 얇게 쪼개지는 특성이 있다. 이러한 특성때문에 선사 시대에는 다양한 석기의 제작에 활용되었다. 이탈리아반도에서는 고대부터 건축 재료로 활용되어 피틸리아노와 같이 응회암 벽채로 이루어진 도시가 만들어지기도 하였다. 이스터섬의 모아이 역시 대부분 응회암으로 만들어졌다. 화산활동이 많은 일본의 경우에도 불탑의 건축과 같은 곳에 쓰였으며 근대 이후에는 도치기현 우쓰노미야시의 것이 오야응회암이라는 이름으로 건축자재로 쓰였다.

## 조성

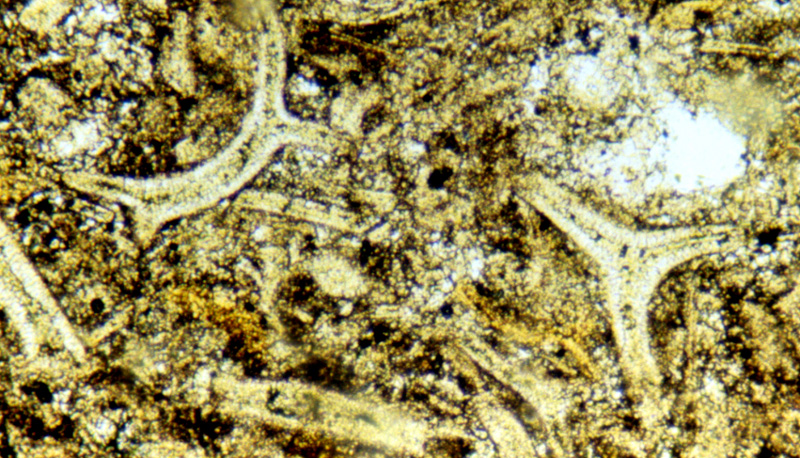
응회암의 현미경 사진

화산이 폭발적으로 분출할 때 함께 뿜어져 나온 화산재와 화산진이 대기 중에서 엉겨붙어 떨어진 것이 퇴적하여 형성된다. 구성 성분에 따라 옅은 회색에서 분홍색을 띈다. 공기중에 분출하였던 쇄설물이 다시 가라앉으면서 퇴적되어 형성되는 과정에서 층층이 쌓이기 때문에 층리가 발달한다.
구성 성분은 주로 석영, 사장석, 정장석, 제올라이트 등으로 구성되며, 소량의 중정석이 포함되기도 한다. 화산의 분출과정에서 형성되어 변형이 심하기 때문에 구성 입자를 개별로 파악하기는 어렵다. 구성 성분에 석영과 같은 유리질이 많으면 유리질응회암, 이미 존재하고 있던 화산체의 석질이 많으면 석질응회암 등으로 구분한다. 응회암의 색상은 철이나 마그네슘과 같은 미세 물질의 비율에 따라 달라지며 형성된 뒤 오랜 세월에 걸쳐 풍화되면서 물에 녹기 쉬운 장석류의 함량을 줄어들고 비교적 물에 녹지 않는 석영류가 더 많이 남게 된다.
응회암은 화산 활동이 있었던 지역에서 형성되어 만들어진 지역마다 고유의 조성 특징을 보인다. 일본의 오야 응회암의 경우 제올라이트 비율이 높은 특성을 보인다. 선사고고학에서는 이러한 특성을 이용하여 제작된 석기의 산지를 추정한다.  고성 문암리 유적의 신석기 시대 석기는 유적 인근 뿐만 아니라 강릉 이남의 지역이 산지인 것도 있어 지역간 교류가 있었음을 짐작하게 하고 구석기 시대인 포천 늘거리 유적의 응회암 석기는 철원 지역이 산지로 추정된다.

## 지질학

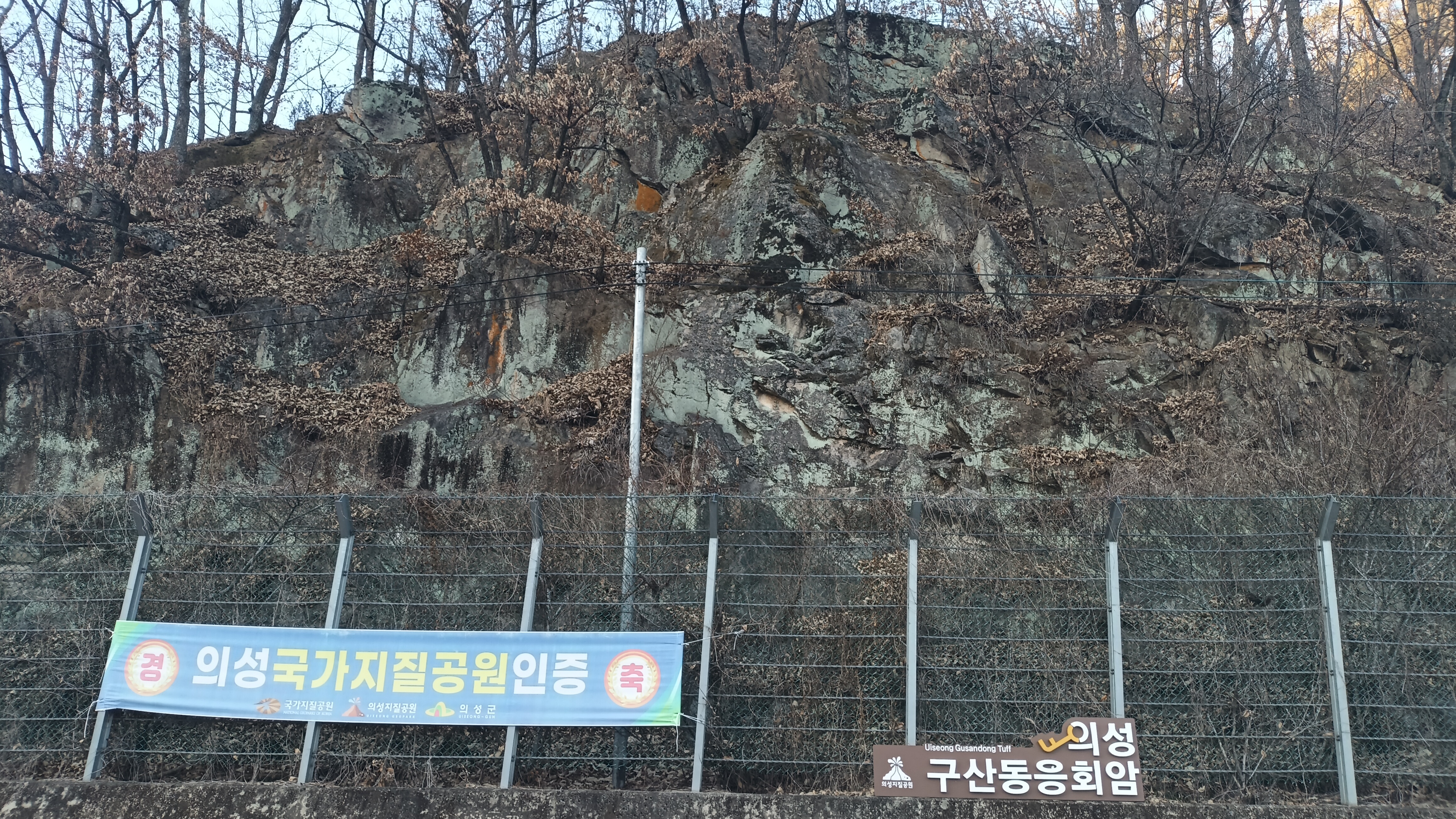
의성소분지의 구산동 응회암 노두

응회암은 화산 분출과 함께 쌓인 쇄설물의 퇴적암이기 때문에 매우 짧은 시기에 넓은 지역에 걸쳐 형성되는 특징을 보인다. 연대 측정을 통해 생성시기를 확정하면 그 위아 아래를 구분하는 기준이 되는 열쇠층이 될 수 있다. 구산동 응회암은 거의 같은 시기에 형성되어 남북으로 200km에 달하는 지역에 형성된 지층이다. 구산동 응회암층은 이러한 특징으로 경상 분지를 파악하는 열쇠층으로 쓰인다. 두께는 약 1.1 m 에서 24 m 사이로 대체로 의성소분지쪽이 두껍고 밀양소분지 쪽은 얇다. 103만년 전인 전기 백악기의 알바절에 형성되어 그 이전과 이후의 층서를 파악하는 기준이 된다. 경상 분지는 한반도 동남부에 형성된 백악기 퇴적층으로 거대한 호수에 퇴적물이 쌓이며 형성되었고 많은 공룡 화석이 발견되고 있다.

## 명승
제주 사계리 용머리해안은 응회암체가 켜켜이 층리를 이루어 쌓인 지형이다. 바닷물과 만난 수성 화산이 큰 폭발을 일으켜 만들어낸 화산재가 퇴적된 후 오랜 세월 파도에 침식되어 지금과 같은 절벽이 만들어졌다.

## 같이 보기
- 라필리
- 퇴적암